# A Ferencvárosi TC 2021–2022-es szezonja
A Ferencvárosi TC a 2021–2022-es szezonban az NB1-ben indult, miután a 2020–2021-es NB1-es szezonban az első helyen zárta a bajnokságot.
A Bajnokok Ligája selejtezőt pedig az első körben kiemeltként kezdte meg a koszovói Prishtina ellen. Összesítésben 6-1-gyel jutottak tovább az első körön.
A második selejtezőkörben a litván FK Žalgiris Vilnius együttesével találkoztak, itt is sikeresen jutottak tovább.  A harmadik selejtezőkörben a cseh bajnok SK Slavia Praha együttesével játszottak a BL rájátszásba jutásért. A hazai 2–0-s győzelem után idegenben belefért az 1–0-s vereség is, így összesítésben sikerült továbbjutniuk a Bajnokok Ligája rájátszásába. A következő fordulóban a svájci bajnok Young Boys együttese várt a Ferencvárosra, ahol mindkét meccsen 3-2-es vereséget szenvedett a budapesti csapat. Ezzel az Európa-liga csoportkörébe jutott a csapat, a német Bayer 04 Leverkusen, a spanyol Real Betis és a skót Celtic FC-vel került egy csoportba.

## Változások a csapat keretében
2022. április 7. szerint.
*A félkövérrel jelölt játékosok felnőtt válogatottsággal rendelkeznek.

### Érkezők
| Mezszám | Poz. | Nemzetiség | Név                     | Kor | Honnan           | Szerződés megnevezése | Átigazolási időszak | Szerződés vége | Átigazolás összege | Forrás |
| ------- | ---- | ---------- | ----------------------- | --- | ---------------- | --------------------- | ------------------- | -------------- | ------------------ | ------ |
| 69      | KP   | magyar     | Szánthó Regő            | 20  | Zalaegerszeg     | kölcsönből vissza     | Nyári               | 0-             | 0-                 | [ 9 ]  |
| -       | KP   | szír       | Ammar Ramadan           | 20  | Soroksár         | kölcsönből vissza     | Nyári               | 0-             | 0-                 | [ 10 ] |
| -       | KAP  | magyar     | Varga Ádám              | 22  | Soroksár         | kölcsönből vissza     | Nyári               | 0-             | 0-                 | [ 11 ] |
| -       | CS   | magyar     | Szerető Krisztofer      | 21  | Soroksár         | kölcsönből vissza     | Nyári               | 2022.06.30.    | 0-                 | [ 12 ] |
| 53      | V    | magyar     | Csontos Dominik         | 18  | Soroksár         | kölcsönből vissza     | Nyári               | 2022.12.31.    | 0-                 | [ 13 ] |
| -       | KAP  | magyar     | Szécsi Gergő            | 32  | Soroksár         | kölcsönből vissza     | Nyári               | 2022.06.30.    | 0-                 | [ 14 ] |
| -       | KP   | magyar     | Csonka András           | 21  | Budafoki MTE     | kölcsönből vissza     | Nyári               | 2022.06.30.    | 0-                 | [ 15 ] |
| 8       | CS   | marokkói   | Ryan Mmaee              | 23  | AÉ Lemeszú       | átigazolás            | Nyári               | 2024.06.30.    | 750.000 €          | [ 16 ] |
| 16      | KP   | norvég     | Kristoffer Zachariassen | 27  | Rosenborg        | átigazolás            | Nyári               | 2024.06.30.    | 1.500.000 €        | [ 17 ] |
| 44      | KP   | bosnyák    | Stjepan Lončar          | 24  | HNK Rijeka       | átigazolás            | Nyári               | 2024.06.30.    | 2.500.000 €        | [ 18 ] |
| 23      | V    | horvát     | Marijan Čabraja         | 24  | Dinamo Zagreb    | kölcsönbe             | Nyári               | 2022.06.30.    | 0-                 | [ 19 ] |
| 80      | CS   | szerb      | Željko Gavrić           | 20  | Crvena zvezda    | átigazolás            | Nyári               | 2025.06.30.    | 1.200.000 €        | [ 20 ] |
| 5       | KP   | bosnyák    | Muhamed Bešić           | 29  | Everton FC       | átigazolás            | Nyári               | ?              | ingyen             | [ 21 ] |
| 22      | KP   | német      | Marko Marin             | 32  | Al-Ahli          | átigazolás            | Nyári               | 2022.06.30.    | ingyen             | [ 22 ] |
| 88      | CS   | horvát     | Roko Baturina           | 21  | Lech Poznań      | kölcsönből vissza     | Téli                | 2024.06.30.    | 0-                 |        |
| -       | KP   | magyar     | Csonka András           | 21  | Gyirmót          | kölcsönből vissza     | Téli                | ?              | 0-                 |        |
| 14      | CS   | nigériai   | Fortune Bassey          | 23  | České Budějovice | átigazolás            | Téli                | 2024.06.30.    | 1.500.000 €        | [ 23 ] |
| 28      | CS   | argentin   | Carlos Auzqui           | 30  | River Plate      | átigazolás            | Téli                | 2024.06.30.    | 800.000 €          | [ 24 ] |
| 50      | CS   | brazil     | Marquinhos              | 22  | CA Mineiro       | átigazolás            | Téli                | 2024.06.30.    | 1.650.000 €        | [ 25 ] |
| 13      | KP   | nigériai   | Anderson Esiti          | 27  | PAÓK             | átigazolás            | Téli                | ?              | 1.000.000 €        | [ 26 ] |
| 23      | V    | magyar     | Pászka Lóránd           | 26  | Soroksár         | átigazolás            | Téli                | ?              | ingyen             | [ 27 ] |

### Távozók
| Mezszám | Poz. | Nemzetiség | Név                    | Kor | Hova            | Szerződés megnevezése  | Átigazolási időszak | Szerződés vége | Átigazolás összege | Forrás        |
| ------- | ---- | ---------- | ---------------------- | --- | --------------- | ---------------------- | ------------------- | -------------- | ------------------ | ------------- |
| 8       | V    | magyar     | Lovrencsics Gergő      | 32  | Hajduk Split    | szerződése lejárt      | Nyári               | 2023.06.30.    | ingyen             | [ 28 ]        |
| 26      | V    | német      | Marcel Heister         | 28  | MOL Fehérvár    | szerződése lejárt      | Nyári               | ?              | ingyen             | [ 29 ] [ 30 ] |
| 88      | KP   | brazil     | Isael da Silva Barbosa | 33  | Umm Salal       | szerződése lejárt      | Nyári               | ?              | ingyen             | [ 29 ] [ 31 ] |
| 92      | KP   | szlovák    | Michal Škvarka         | 28  | Wisła Kraków    | szerződése lejárt      | Nyári               | 2023.06.30.    | ingyen             | [ 29 ]        |
| -       | KAP  | magyar     | Gróf Dávid             | 32  | Debreceni VSC   | átigazolás             | Nyári               | ?              | ?                  | [ 32 ]        |
| -       | CS   | magyar     | Szerető Krisztofer     | 21  | Soroksár SC     | átigazolás             | Nyári               | ?              | ingyen             |               |
| -       | KP   | magyar     | Csonka András          | 21  | Gyirmót FC      | kölcsönbe              | Nyári               | 2022.06.30.    | 0-                 | [ 33 ]        |
| 23      | KP   | magyar     | Gera Dániel            | 25  | Puskás Akadémia | kölcsönbe              | Nyári               | 2022.06.30.    | 0-                 | [ 34 ]        |
| -       | V    | magyar     | Iynbor Patrick         | 19  | Vasas SC        | kölcsönbe              | Nyári               | 2022.06.30.    | 0-                 | [ 35 ]        |
| 24      | KP   | magyar     | Katona Máté            | 24  | Soroksár SC     | kölcsönbe              | Nyári               | 2022.06.30.    | 0-                 | [ 36 ]        |
| 42      | KAP  | magyar     | Varga Ádám             | 22  | Soroksár SC     | kölcsönbe              | Nyári               | 2022.06.30.    | 0-                 |               |
| -       | CS   | magyar     | Damir Redzic           | 18  | Soroksár SC     | kölcsönbe              | Nyári               | 2022.06.30.    | 0-                 |               |
| 22      | CS   | horvát     | Roko Baturina          | 21  | Lech Poznań     | kölcsönbe              | Nyári               | 2022.06.30.    | 0-                 | [ 37 ]        |
| 14      | KP   | ukrán      | Ihor Haratyin          | 26  | Legia Warszawa  | átigazolás             | Nyári               | 2024.06.30.    | 900 000 €          | [ 38 ]        |
| -       | CS   | szír       | Ammar Ramadan          | 20  | Spartak Trnava  | kölcsönbe              | Nyári               | 2022.06.30.    | 0-                 | [ 39 ]        |
| 23      | V    | horvát     | Marijan Čabraja        | 25  | Dinamo Zagreb   | kölcsönből vissza      | Téli                | 2026.06.30.    | -                  | [ 40 ]        |
| -       | KP   | magyar     | Csonka András          | 21  | Budafoki MTE    | kölcsönbe              | Téli                | 2022.06.30.    | 0-                 | [ 41 ]        |
| 69      | CS   | magyar     | Szánthó Regő           | 21  | Dunaszerdahely  | kölcsön, opciós joggal | Téli                | 2022.06.30.    | 0-                 | [ 42 ]        |
| 77      | CS   | albán      | Myrto Uzuni            | 26  | Granada CF      | átigazolás             | Téli                | 2025.06.30.    | 4.000.000 €        | [ 43 ]        |

## Jelenlegi keret
Utolsó módosítás: 2022. április 7.
A vastaggal jelzett játékosok felnőtt válogatottsággal rendelkeznek.
A dőlttel jelzett játékosok kölcsönben szerepelnek a klubnál.
*Kooperációs szerződéssel játszik a Soroksár csapatában.

| Mezszám       | Név                     | Nemzetiség       | Születési hely | Születési idő (kor)            | Korábbi csapat             | Érték (€) | Szerződés lejárta |
| ------------- | ----------------------- | ---------------- | -------------- | ------------------------------ | -------------------------- | --------- | ----------------- |
|               |                         |                  |                |                                |                            |           |                   |
| Kapusok       |                         |                  |                |                                |                            |           |                   |
| 1             | Bogdán Ádám             | magyar           | Budapest       | 1987. szeptember 27. (37 éves) | Hibernian FC               | 400 000   | Nem publikus      |
| 90            | Dibusz Dénes            | magyar           | Pécs           | 1990. november 16. (34 éves)   | Pécsi Mecsek FC            | 2 700 000 | 2023.06.30.       |
| Védők         |                         |                  |                |                                |                            |           |                   |
| 3             | Samy Mmaee              | MOR · belga      | Halle          | 1996. szeptember 8. (28 éves)  | K Sint-Truidense VV        | 1 300 000 | 2024.06.30.       |
| 15            | Adnan Kovačević         | bosnyák          | Kotor          | 1993. szeptember 9. (31 éves)  | Korona Kielce SA           | 1 000 000 | 2023.06.30.       |
| 17            | Eldar Ćivić             | bosnyák          | Tuzla          | 1996. május 28. (28 éves)      | AC Sparta Praha            | 1 500 000 | 2022.06.30.       |
| 21            | Botka Endre             | magyar           | Budapest       | 1994. augusztus 24. (30 éves)  | Budapest Honvéd FC         | 1 000 000 | 2023.06.30.       |
| 23            | Pászka Lóránd           | magyar           | Kézdivásárhely | 1996. március 22. (28 éves)    | Soroksár SC                | 100 000   | Nem publikus      |
| 25            | Miha Blažič             | szlovén          | Koper          | 1993. május 8. (31 éves)       | NK Domžale                 | 2 000 000 | 2022.06.30.       |
| 31            | Henry Wingo             | amerikai         | Seattle        | 1995. október 4. (29 éves)     | Molde FK                   | 900 000   | 2023.06.30.       |
| 33            | Lasa Dvali              | grúz             | Tbiliszi       | 1995. május 14. (29 éves)      | MKS Pogoń Szczecin         | 500 000   | 2022.06.30.       |
| 53            | Csontos Dominik*        | magyar           | Székesfehérvár | 2002. november 8. (22 éves)    | Soroksár SC                | 200 000   | 2022.12.31.       |
| Középpályások |                         |                  |                |                                |                            |           |                   |
| 5             | Muhamed Bešić           | bosnyák · GER    | Berlin         | 1992. szeptember 10. (32 éves) | Everton FC                 | 1 500 000 | Nem publikus      |
| 7             | Somália                 | brazil           | Rio de Janeiro | 1988. szeptember 28. (36 éves) | Al-Shabab Riyadh           | 500 000   | 2022.06.30.       |
| 13            | Anderson Esiti          | NGR              | Warri          | 1994. május 24. (30 éves)      | PAÓK PAE                   | 2 000 000 | Nem publikus      |
| 16            | Kristoffer Zachariassen | NOR              | Sotra          | 1994. január 27. (31 éves)     | Rosenborg BK               | 1 200 000 | 2024.06.30.       |
| 18            | Sigér Dávid             | magyar           | Debrecen       | 1990. november 30. (34 éves)   | Balmazújvárosi FC          | 750 000   | 2022.06.30.       |
| 19            | Vécsei Bálint           | magyar           | Miskolc        | 1993. július 13. (31 éves)     | FC Lugano                  | 800 000   | Nem publikus      |
| 22            | Marko Marin             | GER · SRB        | Újgradiska     | 1989. március 13. (36 éves)    | Al-Ahli Jeddah             | 2 500 000 | 2022.06.30.       |
| 27            | Giorgi Haraisvili       | grúz             | Marneuli       | 1996. július 29. (28 éves)     | IFK Göteborg               | 300 000   | Nem publikus      |
| 44            | Stjepan Lončar          | bosnyák · horvát | Mostar         | 1996. november 10. (28 éves)   | HNK Rijeka                 | 2 000 000 | 2024.06.30.       |
| 93            | Aïssa Laïdouni          | TUN · francia    | Montfermeil    | 1996. december 16. (28 éves)   | FC Voluntari               | 3 000 000 | 2023.06.30.       |
| Támadók       |                         |                  |                |                                |                            |           |                   |
| 8             | Ryan Mmaee              | MOR · belga      | Geraardsbergen | 1997. november 1. (27 éves)    | AÉ Lemeszú                 | 1 800 000 | 2024.06.30.       |
| 10            | Tokmac Nguen            | norvég           | Kakuma         | 1993. október 20. (31 éves)    | Strømsgodset IF            | 2 200 000 | 2022.06.30.       |
| 11            | Olekszandr Zubkov       | UKR              | Makijivka      | 1996. augusztus 3. (28 éves)   | FK Sahtar Doneck           | 2 000 000 | 2024.06.30.       |
| 14            | Fortune Bassey          | NGR              | Benin City     | 1998. október 6. (26 éves)     | SK Dynamo České Budějovice | 1 000 000 | Nem publikus      |
| 20            | Róbert Mak              | szlovák          | Pozsony        | 1991. március 8. (34 éves)     | Konyaspor                  | 1 000 000 | 2022.06.30.       |
| 28            | Carlos Auzqui           | ARG              | Bernal         | 1991. szeptember 18. (33 éves) | River Plate Aruba          | 3 500 000 | 2024.06.30.       |
| 50            | Marquinhos              | BRA              | Cajari         | 1999. október 23. (25 éves)    | CA Mineiro                 | 3 800 000 | Nem publikus      |
| 70            | Franck Boli             | CIV              | Yamoussoukro   | 1993. december 7. (31 éves)    | Stabæk Fotball             | 600 000   | 2022.06.30.       |
| 80            | Željko Gavrić           | SRB · bosnyák    | Ugljevik       | 2000. december 5. (24 éves)    | FK Crvena zvezda           | 2 500 000 | 2025.06.30.       |
| 88            | Roko Baturina           | horvát           | Split          | 2000. június 20. (24 éves)     | KKS Lech Poznań            | 300 000   | 2024.06.30.       |

| Név             | Poszt       | Nemzetiség | Születési hely | Születési idő (kor)           | Kölcsönben itt     | Érték (€) | Kölcsön lejárta |
| --------------- | ----------- | ---------- | -------------- | ----------------------------- | ------------------ | --------- | --------------- |
| Varga Ádám      | kapus       | magyar     | Budapest       | 1999. február 12. (26 éves)   | Soroksár SC        | 150 000   | 2022.06.30.     |
| Iyinbor Patrick | védő        | magyar     | Budapest       | 2002. január 7. (23 éves)     | Vasas SC           | 75 000    | 2022.06.30.     |
| Gera Dániel     | középpályás | magyar     | Budapest       | 1995. augusztus 29. (29 éves) | Puskás Akadémia FC | 350 000   | 2022.06.30.     |
| Csonka András   | középpályás | magyar     | Budapest       | 2000. május 1. (24 éves)      | Budafoki MTE       | 150 000   | 2022.06.30.     |
| Katona Máté     | középpályás | magyar     | Sopron         | 1997. június 22. (27 éves)    | Soroksár SC        | 200 000   | 2022.06.30.     |
| Ammar Ramadan   | támadó      | SYR        | Edlib          | 2001. január 5. (24 éves)     | FC Spartak Trnava  | 100 000   | 2022.06.30.     |
| Szánthó Regő    | támadó      | magyar     | Győr           | 2000. november 22. (24 éves)  | FC DAC 1904        | 450 000   | 2022.06.30.     |

## Vezetőség, szakmai stáb
2022. április 7. állapot szerint. 
| Elnök                     | Kubatov Gábor      | Vezetőedző       | Sztanyiszlav Csercseszov |
| Ügyvezető alelnök         | Nyíri Zoltán       | Másodedző        | Miroslav Romaschenko     |
| Elnökségi tagok           | dr. Bácskai János  | Másodedző        | Máté Csaba               |
| Elnökségi tagok           | Rákosi Gyula       | Technikai vezető | Haáz Ferenc              |
| Elnökségi tagok           | Kökény Beatrix     | Technikai edző   | Jeferson Alex dos Santos |
| Elnökségi tagok           | Rékasi Tibor       | Kapusedző        | Gintaras Stauce          |
| Elnökségi tagok           | Rieb György        | Kapusedző        | Balogh Tamás             |
| Felügyelő bizottság elnök | Kassai György      | Erőnléti edző    | Bali Péter               |
| Gazdasági főigazgató      | Szalai Miklós      | Erőnléti edző    | Paulino Granero          |
| Felügyelő bizottság tagok | dr. Balczó Gábor   | Erőnléti edző    | Kovács Bence             |
| Felügyelő bizottság tagok | Burg Péter         | Erőnléti edző    | Haaz Ferenc              |
| Felügyelő bizottság tagok | dr. Deák Péter     | Erőnléti edző    | Dr. Pánics Gergely       |
| Felügyelő bizottság tagok | Kerényi Botond     | Erőnléti edző    | Dr. Reha Gábor           |
|                           |                    | Erőnléti edző    | Vladimir Panikov         |
| Fizioterapeuta            | Peter Friar        |                  |                          |
| Fizioterapeuta            | Nagy Richárd       |                  |                          |
| Masszőr                   | Lipcsei Gábor      |                  |                          |
| Masszőr                   | Demény László      |                  |                          |
| Masszőr                   | Makkai Ádám        |                  |                          |
| Sportpszichiáter          | Dr. Kárpáti Róbert |                  |                          |
| Csapatmenedzser           | Kökény Antal       |                  |                          |
| Mérkőzés- és videóelemző  | Balogh Ákos        |                  |                          |
| Szertáros / Masszőr       | Czakó Péter        |                  |                          |

## Bajnokok Ligája

### Selejtező 1. kör
| 2021. július 6. 18:00 |

| Ferencvárosi TC                   | 3-0               | FC Prishtina |
| --------------------------------- | ----------------- | ------------ |
| Tokmac 71' R.Mmaee 74' Blažič 78' | (0-0) Jegyzőkönyv |              |

| Groupama Aréna, Budapest Nézőszám: 8765 Játékvezető: David Munro |

- FTC: Dibusz  – Wingo, Blazic, Dvali, Civic – Sigér, Haratyin (Vécsei  89') – Tokmac – Uzuni, Boli (R. Mmaee  68'), Mak (Somália  78')
- Fel nem használt cserék: Bogdán (kapus), Varga Á. (kapus), Baturina, Csonka, Csontos, Gera D., Iyinbor, S. Mmaee, Redzic. Vezetőedző: Peter Stöger

| 2021. július 13. 20:00 |

| FC Prishtina | 1-3               | Ferencvárosi TC |
| ------------ | ----------------- | --------------- |
| Hoti 67'     | (0-0) Jegyzőkönyv | Uzuni 49,80,86' |

| Fadil Vokrri Stadion, Pristina Nézőszám: Zárt kapus Játékvezető: Laurent Kopriwa |

- FTC: Dibusz  – Wingo, Blazic, S.Mmaee, Civic – Somália (Vécsei  70'), Haratyin – Tokmac (Baturina  89') – Uzuni (Redzic  88'), R. Mmaee (Sigér  70'), Mak (Zubkov  61')
- Fel nem használt cserék: Bogdán (kapus), Varga Á. (kapus), Dvali, Csontos, Gera D., Iyinbor. Vezetőedző: Peter Stöger

### Selejtező 2. kör
| 2021. július 20. 20:00 |

| Ferencvárosi TC      | 2-0               | FK Žalgiris Vilnius |
| -------------------- | ----------------- | ------------------- |
| Uzuni 25' Tokmac 39' | (2-0) Jegyzőkönyv |                     |

| Groupama Aréna, Budapest Nézőszám: 10107 Játékvezető: Giorgi Kruashvili |

- FTC: Dibusz  – Wingo, Blazic, S.Mmaee, Civic – Somália, Haratyin – Zubkov (Mak  69'), Tokmac (Zachariassen  69'), Uzuni – R.Mmaee (Boli  76')
- Fel nem használt cserék: Bogdán (kapus), Csontos, Iyinbor, Laidouni, Loncar, Sigér, Vécsei, Szánthó, Baturina. Vezetőedző: Peter Stöger

| 2021. július 27. 19:00 |

| FK Žalgiris Vilnius | 1-3               | Ferencvárosi TC          |
| ------------------- | ----------------- | ------------------------ |
| Diaw 90+3'          | (0-1) Jegyzőkönyv | R.Mmaee 44,72' Mak 90+4' |

| LFF stadionas, Vilnius Nézőszám: 2000 Játékvezető: Erik Lambrechts |

- FTC: Dibusz  – Wingo, Blazic (Vécsei  76'), S.Mmaee, Csontos – Somália (Sigér  57'), Haratyin, Zachariassen – Uzuni (Mak  76'), R.Mmaee, Tokmac (Zubkov  69')
- Fel nem használt cserék: Bogdán (kapus), Varga Á. (kapus), Boli, Iyinbor, Loncar, Szánthó, Baturina. Vezetőedző: Peter Stöger

### Selejtező 3. kör
| 2021. augusztus 4. 20:00 |

| Ferencvárosi TC            | 2-0               | SK Slavia Praha |
| -------------------------- | ----------------- | --------------- |
| Kacharaba 44' Haratyin 50' | (1-0) Jegyzőkönyv |                 |

| Groupama Aréna, Budapest Nézőszám: 17127 Játékvezető: Jesús Gil Manzano |

- FTC: Dibusz  – Wingo, Blazic, S.Mmaee, Civic (Botka  85') – Laidouni, Haratyin – Tokmac (Kovacevic  90+2'), Zachariassen (Zubkov  86'), Uzuni, R.Mmaee (Loncar  75')
- Fel nem használt cserék: Bogdán (kapus), Csontos, Mak, Vécsei, Baturina. Vezetőedző: Peter Stöger

| 2021. augusztus 10. 19:00 |

| SK Slavia Praha | 1-0               | Ferencvárosi TC |
| --------------- | ----------------- | --------------- |
| Masopust 36'    | (1-0) Jegyzőkönyv | Ćivić 84′       |

| Sinobo Stadion, Prága Nézőszám: 15238 Játékvezető: Tobias Stieler |

- FTC: Dibusz  – Wingo, Botka (Zubkov  77'), Blazic, S.Mmaee (Kovacevic  46'), Civic – Laidouni, Haratyin, Zachariassen (Somália  71') – Tokmac (R.Mmaee  67'), Uzuni
- Fel nem használt cserék: Bogdán (kapus), Varga Á. (kapus), Baturina, Boli, Csontos, Loncar, Mak, Vécsei. Vezetőedző: Peter Stöger

### Rájátszás
| 2021. augusztus 17. 21:00 |

| BSC Young Boys                           | 3-2               | Ferencvárosi TC |
| ---------------------------------------- | ----------------- | --------------- |
| Elia 16' Hefti 25′ Sierro 40' Garcia 65' | (2-1) Jegyzőkönyv | Boli 14,82'     |

| Stadion Wankdorf, Bern Nézőszám: 15652 Játékvezető: Willie Collum |

- FTC: Dibusz  – Wingo, Blazic, Kovacevic, Botka (R.Mmaee  69') – Haratyin, Somália, Laidouni – Zubkov (Mak  79'), Boli, Uzuni (Szánthó  86')
- Fel nem használt cserék: Bogdán (kapus), Varga Á. (kapus), S.Mmaee, Baturina, Csontos, Loncar, Vécsei, Zachariassen, Redzic. Vezetőedző: Peter Stöger

| 2021. augusztus 24. 18:00 |

| Ferencvárosi TC                          | 2-3               | BSC Young Boys                          |
| ---------------------------------------- | ----------------- | --------------------------------------- |
| Wingo 18' R.Mmaee 27' Aïssa Laïdouni 64′ | (2-1) Jegyzőkönyv | Zesiger 4' Fassnacht 56' Mambimbi 90+3' |

| Groupama Aréna, Budapest Nézőszám: 20667 Játékvezető: Szergej Karaszjov |

- FTC: Dibusz  – Wingo, Blazic, S.Mmaee, Civic – Vécsei (Uzuni  66'), Loncar (Gavric  76') – Tokmac, Zachariassen, Zubkov (Cabraja  86') – R.Mmaee
- Fel nem használt cserék: Bogdán (kapus), Csontos, Kovacevic. Vezetőedző: Peter Stöger

### EL Csoportkör
| 2021. szeptember 16. 18:45 |

| Bayer 04 Leverkusen    | 2-1               | Ferencvárosi TC |
| ---------------------- | ----------------- | --------------- |
| Palacios 37' Wirtz 69' | (1-1) Jegyzőkönyv | R.Mmaee 8'      |

| BayArena, Leverkusen Játékvezető: Andris Treimanis |

- Leverkusen: Hradecky  – Frimpong, Kossounou, Tah, Sinkgraven ( Hincapié 67') – Demirbay, Palacios ( Aranguiz 50'), Wirtz ( Amiri 81') – Diaby, Adli ( Bellarabi 67'), Alario ( Schick 67')
- Fel nem használt cserék: Lunev (kapus), Retsos, Bakker, Andrich, Paulinho. Vezetőedző: Gerardo Seoane
- FTC: Dibusz  – Wingo, Blazic, Kovacevic, Civic – Loncar ( Gavric 76'), Vécsei ( Uzuni 66') – Zachariassen, Tokmac, Zubkov ( Cabraja 87') – R.Mmmaee
- Fel nem használt cserék: Bogdán (kapus), Kovacevic, Csontos. Vezetőedző: Peter Stöger

| 2021. szeptember 30. 21:00 |

| Ferencvárosi TC | 1-3               | Real Betis                      |
| --------------- | ----------------- | ------------------------------- |
| Uzuni 44'       | (1-1) Jegyzőkönyv | Fekir 17' Wingo 75' Tello 90+5' |

| Groupama Aréna, Budapest Nézőszám: 16759 Játékvezető: Roi Reinshreiber |

- FTC: Dibusz  – Botka ( Zubkov 82'), S.Mmaee, Blazic – Wingo, Vécsei, Laidouni ( Loncar 89') – Zachariassen ( Tokmac 61'), Civic – Uzuni, R.Mmaee
- Fel nem használt cserék: Bogdán (kapus), Kovacevic, Cabraja, Csontos, Gavric. Vezetőedző: Peter Stöger
- Betis: Silva – Montoya, Pezzella, Bartra, Moreno – Guardado, Akouokou ( Rodriguez 57'), Fekir – Sánchez ( González 81'), Joaquín  ( Tello 57'), Iglesias ( Willian José 57')
- Fel nem használt cserék: Bravo (kapus), Rebollo (kapus), González, Miranda, Bellerin, Juanmi, Lainez, Ruibal. Vezetőedző: Manuel Pellegrini

| 2021. október 19. 16:30 |

| Celtic FC                | 2-0               | Ferencvárosi TC |
| ------------------------ | ----------------- | --------------- |
| Furuhashi 57' Vécsei 81' | (0-0) Jegyzőkönyv |                 |

| Celtic Park, Glasgow Nézőszám: 50427 Játékvezető: Jakob Kehlet |

- Celtic: Hart – Ralston, Carter-Vickers, Starfelt, Montgomery ( Scales 76') – McGregor , Turnbull, Rogic ( Bitton 72') – Abada ( Giakoumakis 71'), Jota, Furuhashi ( Johnston 86')
- Fel nem használt cserék: Barkas (kapus), Bain (kapus), Urhoghide, Welsh, Soro, Shaw, Ajeti. Vezetőedző: Ange Postecoglou
- FTC: Dibusz  – Wingo, Blazic, S.Mmaee, Civic – Laidouni ( Somália 67'), Vécsei, Zachariassen ( Loncar 66') – Uzuni, R.Mmaee, Tokmac ( Mak 83')
- Fel nem használt cserék: Bogdán (kapus), Kovacevic, Cabraja, Csontos, Szánthó, Gavric, Zubkov. Vezetőedző: Peter Stöger

| 2021. november 4. 21:00 |

| Ferencvárosi TC         | 2-3               | Celtic FC                       |
| ----------------------- | ----------------- | ------------------------------- |
| Juranović 11' Uzuni 86' | (1-2) Jegyzőkönyv | Furuhashi 3' Jota 23' Abada 60' |

| Groupama Aréna, Budapest Nézőszám: 16501 Játékvezető: Fábio Veríssimo |

- FTC: Dibusz  – Somália, Blazic, S. Mmaee, Civic ( Cabraja 73') – Vécsei ( Loncar 73'), Laidouni, Zachariassen ( Mak 67') – Zubkov ( Szánthó 81'), Tokmac ( R.Mmaee 67'), Uzuni
- Fel nem használt cserék: Bogdán (kapus), Kovacevic, Csontos, Botka, Wingo. Vezetőedző: Peter Stöger
- Celtic: Hart – Ralston, Carter-Vickers, Welsh ( Scales 89'), Juranovic – McGregor , Bitton ( McCarthy 78'), Turnbull – Abada ( Forrest 70'), Jota ( Johnston 70'), Furuhashi ( Giakoumakis 70')
- Fel nem használt cserék: Bain (kapus), Urhoghide, Montgomery, Shaw, Soro, Murray. Vezetőedző: Ange Postecoglou

| 2021. november 25. 18:45 |

| Real Betis           | 2-0               | Ferencvárosi TC |
| -------------------- | ----------------- | --------------- |
| Tello 5' Canales 52' | (1-0) Jegyzőkönyv |                 |

| Benito Villamarín Stadion, Sevilla Nézőszám: 30137 Játékvezető: Ruddy Buquet |

- Betis: Bravo ( Silva 72'), Bellerin, Bartra, E.González, Miranda – Rodriguez, Canales, R.González ( Guardado 67') – Joaquin  ( Lainez 72'), Iglesias, Tello
- Fel nem használt cserék: Rebollo (kapus), Ruiz, Moreno, Akouokou, Juanmi, Ruibal, Willian José. Vezetőedző: Manuel Pellegrini
- FTC: Dibusz  – Blazic, S.Mmaee, Kovacevic – Botka ( Wingo 79'), Vécsei ( Laidouni 71'), Loncar, Zachariassen ( Gavric 88'), Cabraja – Tokmac ( Szánthó 88'), R.Mmaee ( Mak 71')
- Fel nem használt cserék: Bogdán (kapus). Vezetőedző: Peter Stöger

| 2021. december 9. 21:00 |

| Ferencvárosi TC | 1-0               | Bayer 04 Leverkusen |
| --------------- | ----------------- | ------------------- |
| Laïdouni 82'    | (0-0) Jegyzőkönyv |                     |

| Groupama Aréna, Budapest Nézőszám: 12127 Játékvezető: Kirill Levnikov |

- FTC: Dibusz  – Blazic, Kovacevic, S.Mmaee – Botka, Loncar ( Vécsei 81'), Zachariassen ( Somália 71'), Laidouni, Zubkov ( Cabraja 88') – Tokmac ( R.Mmaee 46'), Uzuni
- Fel nem használt cserék: Bogdán (kapus), Csontos, Gavric, Mak, Szánthó. Vezetőedző: Peter Stöger
- Leverkusen: Lunev – Retsos, Kossounou, Tapsoba ( Tah 46'), Sinkgraven – Palacios ( Andrich 64'), Aranguiz  ( Frimpong 71'), Amiri – Bellarabi ( Diaby 71'), Paulinho, Alario ( Adli 81')
- Fel nem használt cserék: Lomb (kapus), Neutgens (kapus), Hincapié, Gedikli. Vezetőedző: Gerardo Seoane

## MOL Magyar kupa

### Legjobb 64
| 2021. szeptember 19. 15:00 |

| FC Hatvan | 0-9               | Ferencvárosi TC                                            |
| --------- | ----------------- | ---------------------------------------------------------- |
|           | (0-2) Jegyzőkönyv | Uzuni 34,40,50,59,76,82' Gera Z. 70' Gavrić 74' Lončar 86' |

| Népkert Sporttelep, Hatvan Játékvezető: Takács János |

- FTC: Bogdán , R.Mmaee ( Gera Z. 56'), Leandro, Botka, Cabraja, Dvali, Csontos ( Zubkov 68'), Könczey, Uzuni, Gavric, Laidouni ( Loncar 68')
- Fel nem használt cserék: Szécsi (kapus), S.Mmaee, Tokmac, Zachariassen, Civic, Blazic, Wingo. Vezetőedző: Peter Stöger

### Legjobb 32
| 2021. október 27. 13:30 |

| Tököl VSK | 0-7               | Ferencvárosi TC                                        |
| --------- | ----------------- | ------------------------------------------------------ |
|           | (0-6) Jegyzőkönyv | Uzuni 15,19' Zubkov 12,42' Zachariassen 26,45' Mak 83' |

| Tököl VSE Sporttelep, Tököl Játékvezető: Nazsa Tamás |

- FTC: Bogdán , S.Mmaee, Besic ( Csontos 46'), Somália, Zubkov ( Gavric 46'), Kovacevic ( Szánthó 46'), Zachariassen, Marin ( Vécsei 62'), Cabraja, Loncar, Uzuni ( Mak 62')
- Fel nem használt cserék: Szécsi (kapus), Boli. Vezetőedző: Peter Stöger

### Legjobb 16
| 2022. február 9. 20:00 |

| Vasas FC | 0-2               | Ferencvárosi TC      |
| -------- | ----------------- | -------------------- |
|          | (0-1) Jegyzőkönyv | Botka 9' R.Mmaee 73' |

| Illovszky Rudolf Stadion, Budapest Játékvezető: Káprály Mihály |

### Negyeddöntő
| 2022. március 1. 20:00 |

| Budapest Honvéd FC | 0-1               | Ferencvárosi TC |
| ------------------ | ----------------- | --------------- |
|                    | (0-1) Jegyzőkönyv | Tokmac 23'      |

| Bozsik Aréna, Budapest Játékvezető: Berke Balázs |

### Elődöntő
| 2022. április 20. 20:00 |

| Győri ETO FC | 1-4               | Ferencvárosi TC                         |
| ------------ | ----------------- | --------------------------------------- |
| Bacsa 73'    | (0-2) Jegyzőkönyv | Boli 23,52' Zachariassen 32' Lipták 78' |

| ETO Park, Győr Játékvezető: Erdős József |

### Döntő
| 2022. május 11. |

| Ferencvárosi TC | 3-0         | Paksi FC |
| --------------- | ----------- | -------- |
|                 | Jegyzőkönyv |          |

| Puskás Aréna, Budapest |